# Broadway Hostess
Pour les articles homonymes, voir Broadway (homonymie) et Hostess.
Pour plus de détails, voir Fiche technique et Distribution.
Broadway Hostess est un film américain réalisé par Frank McDonald, sorti en 1935.

## Synopsis
Une jeune fille d'une petite ville, accède à la célébrité en tant que chanteuse de night-club mais n'a pas la même chance en amour. Le pianiste Tommy tombe amoureux d'elle, même s'il la soupçonne d'être amoureuse de son manager Lucky. Celui-ci prétend qu'il ne veut pas se marier mais il est en fait amoureux de la mondaine Iris, qui le fait entrer dans son cercle de riches snobs, y compris son frère, un ivrogne colérique qui a un énorme problème de jeu...

## Fiche technique
- Titre : Broadway Hostess
- Réalisation : Frank McDonald
- Scénario : George Bricker
- Photographie : Arthur L. Todd
- Société de production : Warner Bros.
- Pays d'origine : États-Unis
- Format : Noir et blanc - 1,37:1 - Mono
- Genre : musical
- Date de sortie : 1935

## Distribution
- Wini Shaw : Winnie
- Genevieve Tobin : Iris
- Lyle Talbot : Lucky
- Allen Jenkins : Fishcake
- Marie Wilson : Dorothy
- Spring Byington : Mme Duncan-Griswald-Wembly-Smythe
- John Larkin : Moses

## Récompenses et distinctions
- Le film a été nommé à l'Oscar de la meilleure chorégraphie[1].